# Чемпионат Дании по шоссейному велоспорту — индивидуальная гонка
Индивидуальная гонка на национальном чемпионате Дании по шоссейному велоспорту проводится  с 1932 года, на регулярной основе - ежегодно с 1971 года, под руководством Федерации велоспорта Дании с целью выявления лучшего велогонщика Дании в данной дисциплине у мужчин и женщин. За победу в дисциплинах присуждается майка в цветах национального флага (на илл.).

## Многократные победители

### Мужчины
| Победы | Гонщик                | Года                  |
| ------ | --------------------- | --------------------- |
| 6      | Микаэль Сандстёд      | 1997-2000, 2002, 2004 |
| 3      | Петер Мейнерт Нильсен | 1987-1989             |
| 3      | Ларс Бак              | 2007-2009             |
| 3      | Микаэль Блаудсун      | 2001, 2003, 2005      |
| 3      | Мартин Тофт Мадсен    | 2016, 2017, 2018      |
| 2      | Расмус Кристиан Кводе | 2011, 2014            |
| 2      | Якоб Фульсанг         | 2010, 2012            |
| 2      | Бриан Вандборг        | 2006, 2013            |
| 2      | Ян Бо Петерсен        | 1994, 1995            |
| 2      | Клаус Микаэль Мёллер  | 1991, 1993            |

### Женщины
| Победы | Гонщик               | Года             |
| ------ | -------------------- | ---------------- |
| 5      | Лисбет Симпер        | 1999-2003        |
| 3      | Анника Лангвад       | 2010, 2011, 2013 |
| 3      | Линда Виллюмсен      | 2006, 2008, 2009 |
| 3      | Сесилия Утруп Лудвиг | 2016, 2017, 2018 |

## Призёры

### Мужчины
| Год  | Золото                    | Серебро               | Бронза                |
| ---- | ------------------------- | --------------------- | --------------------- |
| 2019 | Каспер Асгрин             | Мартин Тофт Мадсен    | Йохан Прайс-Петерсен  |
| 2018 | Мартин Тофт Мадсен (3)    | Миккель Бьерг         | Расмус Кристиан Кводе |
| 2017 | Мартин Тофт Мадсен (2)    | Каспер Асгрин         | Миккель Бьерг         |
| 2016 | Мартин Тофт Мадсен        | Михаэль Вальгрен      | Каспер Асгрин         |
| 2015 | Кристофер Юль-Йенсен      | Расмус Кристиан Кводе | Мадс Вюрц Шмидт       |
| 2014 | Расмус Кристиан Кводе (2) | Кристофер Юль-Йенсен  | Михаэль Вальгрен      |
| 2013 | Бриан Вандборг (2)        | Расмус Кристиан Кводе | Расмус Стеробо        |
| 2012 | Якоб Фульсанг (2)         | Андре Стенсен         | Михаэль Мёркёв        |
| 2011 | Расмус Кристиан Кводе     | Якоб Фульсанг         | Мадс Кристенсен       |
| 2010 | Якоб Фульсанг             | Алекс Расмуссен       | Михаэль Мёркёв        |
| 2009 | Ларс Бак (3)              | Алекс Расмуссен       | Якоб Фульсанг         |
| 2008 | Ларс Бак (2)              | Франк Хой             | Микаэль Блаудсун      |
| 2007 | Ларс Бак                  | Бриан Вандборг        | Якоб Коллеруп Йенсен  |
| 2006 | Бриан Вандборг            | Якоб Моэ Расмуссен    | Аллан Йохансен        |
| 2005 | Микаэль Блаудсун (3)      | Бриан Вандборг        | Ларс Бак              |
| 2004 | Микаэль Сандстёд (6)      | Франк Хой             | Бриан Вандборг        |
| 2003 | Микаэль Блаудсун (2)      | Йёрген Бо Петерсен    | Бриан Вандборг        |
| 2002 | Микаэль Сандстёд (5)      | Ленни Кристенсен      | Микаэль Блаудсун      |
| 2001 | Микаэль Блаудсун          | Йёрген Бо Петерсен    | Бьярке Шмидт Нильсен  |
| 2000 | Микаэль Сандстёд (4)      | Микаэль Блаудсун      | Беким Кристенсен      |
| 1999 | Микаэль Сандстёд (3)      | Йеспер Скиббю         | Микаэль Стен Нильсен  |
| 1998 | Микаэль Сандстёд (2)      | Петер Мейнерт Нильсен | Микаэль Стен Нильсен  |
| 1997 | Микаэль Сандстёд          | Бьярне Рийс           | Петер Мейнерт Нильсен |
| 1996 | Бьярне Рийс               | Ян Бо Петерсен        | Микаэль Блаудсун      |
| 1995 | Ян Бо Петерсен (2)        | Микаэль Стеен Нильсен | Джимми Мадсен         |
| 1994 | Ян Бо Петерсен            | Хенрик Якобсен        | Том Далквист          |
| 1993 | Клаус Микаэль Мёллер (2)  | Йенс Кнудсен          | Алекс Педерсен        |
| 1992 | Йорген Блигаард           | Йорген Бо Петерсен    | Ян Бо Петерсен        |
| 1991 | Клаус Микаэль Мёллер      | Ян Бо Петерсен        | Микаэль Гулдхаммер    |
| 1990 | Дан Фрост                 | Микаэль Гулдхаммер    | Ленни Кристенсен      |
| 1989 | Петер Мейнерт Нильсен (3) | Петер Клаусен         | Том Далквист          |
| 1988 | Петер Мейнерт Нильсен (2) | Микаэль Гулдхаммер    | Томми Нильсен         |
| 1987 | Петер Мейнерт Нильсен     | Клаус Микаэль Мёллер  | Том Далквист          |

### Молодёжь (U-23)
| Год  | Золото                    | Серебро                 | Бронза                  |
| ---- | ------------------------- | ----------------------- | ----------------------- |
| 2019 | Йохан Прайс-Петерсен      | Миккель Бьерг           | Матиас Йёргенсен        |
| 2018 | Матиас Йёргенсен          | Йохан Прайс-Петерсен    | Андреас Стокбро         |
| 2017 | Каспер Асгрин             | Миккель Бьерг           | Матиас Йёргенсен        |
| 2016 | Мадс Вюрц Шмидт (2)       | Каспер Асгрин           | Расмус Бёг Валлин       |
| 2015 | Мадс Вюрц Шмидт           | Сёрен Краг Андерсен     | Матиас Вестергор        |
| 2014 | Сёрен Краг Андерсен       | Эмиль Ванг              | Мадс Педерсен           |
| 2013 | Лассе Норман Хансен       | Каспер вон Фользак      | Расмус Стеробо          |
| 2012 | Расмус Кристиан Кводе (3) | Расмус Стеробо          | Лассе Норман Хансен     |
| 2011 | Расмус Кристиан Кводе (2) | Йимми Сёренсен          | Лассе Норман Хансен     |
| 2010 | Расмус Кристиан Кводе     | Йимми Сёренсен          | Ники Бюргесен           |
| 2009 | Йимми Сёренсен            | Расмус Кристиан Кводе   | Даниэль Крeтсфельдт     |
| 2008 | Микаэль Ферк Кристенсен   | Даниэль Крeтсфельдт     | Андерс Хиллигсёэ        |
| 2007 | Андре Стенсен             | Микаэль Ферк Кристенсен | Каспер Йёргенсен        |
| 2006 | Алекс Расмуссен           | Мартин Мортенсен        | Микаэль Ферк Кристенсен |
| 2005 | Мартин Мортенсен          | Микаэль Тронборг        | Лассе Бёхман            |
| 2004 | Мадс Кристенсен           | Лассе Бёхман            | Мортен Рюберг           |
| 2003 | Бриан Вандборг (2)        | Мадс Кристенсен         | Микаэль Тронборг        |
| 2002 | Бриан Вандборг            | Расмус Дюринг           | Якоб Коллеруп           |
| 2001 | Тюэ Хоульберг (2)         | Лассе Сигард            | Расмус Дюринг           |
| 2000 | Тюэ Хоульберг             | Томас Бруун Эриксен     | Хенрик Грундсёэ         |

### Женщины
| Год  | Золото                   | Серебро             | Бронза                     |
| ---- | ------------------------ | ------------------- | -------------------------- |
| 2019 | Луиза Норман Хансен      | Пернилле Матиесен   | Луиза Холм Хоубак          |
| 2018 | Сесилия Утруп Лудвиг (3) | Пернилле Матиесен   | Анника Лангвад             |
| 2017 | Сесилия Утруп Лудвиг (2) | Пернилле Матиесен   | Луиза Норман Хансен        |
| 2016 | Сесилия Утруп Лудвиг     | Трине Шмидт Хансен  | Камилла Валлин             |
| 2015 | Рикке Лонне              | Камилла Мёллебро    | Амалия Дидериксен          |
| 2014 | Юли Лет                  | Камилла Валлин      | Камилла Мёллебро           |
| 2013 | Анника Лангвад (3)       | Камилла Валлин      | Юли Лет                    |
| 2012 | Катрин Грае              | Мишель Лауге Йенсен | Юли Лет                    |
| 2011 | Анника Лангвад (2)       | Мишель Лауге Йенсен | Трине Шмидт Хансен         |
| 2010 | Анника Лангвад           | Трине Шмидт Хансен  | Мариа Грандт Петерсен      |
| 2009 | Линда Виллюмсен (3)      | Трине Шмидт Хансен  | Маргрит Клоппенбург        |
| 2008 | Линда Виллюмсен (2)      | Трине Шмидт Хансен  | Мая Ватт Адамсен           |
| 2007 | Трине Шмидт Хансен       | Дорте Расмуссен     | Аннете Дам Фиалла          |
| 2006 | Линда Виллюмсен          | Трине Хансен        | Дорте Расмуссен            |
| 2005 | Дорте Расмуссен          | Трине Хансен        | Линда Виллюмсен            |
| 2004 | Метте Андерсен           | Трине Хансен        | Кристина Пейк Андерсен     |
| 2003 | Лисбет Симпер (5)        | Вибе Яне Кольдинг   | Кристина Пейк Андерсен     |
| 2002 | Лисбет Симпер (4)        | Вибе Яне Кольдинг   | Пернилле Лангелунд Якобсен |
| 2001 | Лисбет Симпер (3)        | Санне Шмидт         | Лотте Бак                  |
| 2000 | Лисбет Симпер (2)        | Санне Шмидт         | Пернилле Лангелунд Якобсен |
| 1999 | Лисбет Симпер            | Хелле Сёренсен      | Анн Свендсгор              |
| 1998 | Мелина Расмуссен         | Лисбет Симпер       | Санне Шмидт                |
| 1997 | Хелле Сёренсен           | Хелле Йенсен        | Мелина Расмуссен           |
| 1996 | Лотте Шмидт              | Мелина Расмуссен    | Лотте Бак                  |
| 1995 | Сюзанне Недергор         | Мелина Расмуссен    | Лотте Бак                  |